# نيك رومان
نيك رومان (بالإنجليزية: Nick Roman)‏ هو لاعب كرة قدم أمريكية أمريكي، ولد في 23 سبتمبر 1947 في كانتون في الولايات المتحدة، وتوفي في 18 مايو 2003 في كولومبوس في الولايات المتحدة.

## وصلات خارجية
- نيك رومان على موقع مرجع كرة القدم المحترفة.كوم (الإنجليزية)
- نيك رومان على موقع JustSportsStats.com (الإنجليزية)